# Lashkar-e-Jabbar
Lashkar-e-Jabbar fou un grup guerriller de Caixmir que va aparèixer el 2001. Era musulmà radical i partidari de la unió de Caixmir al Pakistan. Prohibia a les dones sortir al carrer sense vel.
Hizb-ul-Mujahideen i Lashkar-e-Toiba va condemnar les seves actuacions contra dones que no portaven el burca. En canvi, Jamait-ul-Mujahideen li va mostrar suport públicament. L'All-Party Hurriyat Conference (APHC) va condemnar la imposició dels valors islàmics.